# Šamanicha
La Šamanicha (in russo Шаманиха? è un fiume dell'Estremo Oriente della Russia, tributario di destra della Kolyma. Scorre nel Verchnekolymskij ulus della Sacha-Jakuzia.
Il fiume ha origine sull'altopiano degli Jukagiri. Scorre in direzione sud-occidentale. Sfociare nel fiume Kolyma a 1 065 km dalla foce. La sua lunghezza è di 231 km; il bacino del fiume è di 4 420 km². Non c'è alcun insediamento lungo il suo corso.